# しゃべり手育成オーディション 山梨ラジオアカデミー
『しゃべり手育成オーディション 山梨ラジオアカデミー』はYBSラジオで2022年4月5日より2023年3月27日まで放送していたラジオ番組。「ラジオパーソナリティ育成オーディション番組」を標榜していた。
感想はメール（ac@ybs.jp）とYBSアプリから募集。リスナー投票はYBSアプリから。Twitterに公式ハッシュタグ『#ラジアカybs』をつけて呟いた感想メッセージは、番組内で取り上げられた。

## 概要
パーソナリティを志す入校生が、番組内で与えられた様々な課題に挑戦する。毎月末のリスナー投票で下位者から順次脱落する。最終的に優勝者1名を決定する。優勝者にはMCとして特番に出演する特典が与えられる。
入校生は顔出し、名前出しはNG。声としゃべりとキャラクターだけで勝負する。脱落または優勝した時点で名前と素性を明かす。
「主宰」の神部冬馬は、本番組の企画にあたって『アメリカ横断ウルトラクイズ』（日本テレビ系列）の勝ち抜けシステムを参考にしたと話している。

## 放送時間
- 2022年4月5日 - 9月20日：火曜 18:30 - 19:00

- 2022年9月26日 - 2023年3月27日：月曜 20:00 - 20:30

## 出演

### 主宰
- 神部冬馬

### 主任講師
- 櫻井和明（YBSアナウンサー／ほめトーク・1stシーズン担当）

### 特別講師
- 原香緒里（フリーアナウンサー／食リポ担当）[3][4]
- 三浦実夏（フリーアナウンサ／ほめトーク・2ndシーズン担当）[5]

他、ゲスト

## 放送内容

### 入校希望者応募方法
番組公式サイトの「入校届」応募フォームから応募する。その後スタッフの指示に従い自己アピールの音声データを提出する。

### 与えられた課題
- 自己紹介
- ほめトーク（文房具などを褒めながら紹介する）
- メッセージ紹介（リスナーから募集したメールを自分の言葉とともに紹介する）
- 食リポ（料理[注 1]を実食し、リポートする）
- ゲストトーク（ゲストをスタジオに招いてインタビューを行う）
- 曲紹介（曲のイントロ部分にアーティストや曲の情報、自分の思いをのせて紹介する）
- 電話リポート（2ndのみ・実際に外部に出かけて現地からリポートを行う、またスタジオの受け役を行う）
- ミニ番組作成（実際に短時間の番組を作成する）

### 1stシーズン
入校希望者が応募した自己アピールを主宰及びスタッフが審査し最終的に6人が選ばれた。それぞれ3名ずつ「もも組」、「ぶどう組」に分けられ、隔週で交互に出演し、課題に挑戦した。各組最後に残った2人で決勝を戦った。
| 組       | 入校生名         | 結果        | 名前                                                             | 素性                                                                                 |
| -------- | ---------------- | ----------- | ---------------------------------------------------------------- | ------------------------------------------------------------------------------------ |
| もも組   | 典（つかさ）     | 7月12日脱落 | 仙河典（せんがつかさ） 仙河典 (@senga__tsukasa) - X（旧Twitter） | 女子高生（当時）。Radiotalkで配信を行っている。 典のラジオ(仮) - Radiotalk           |
| もも組   | 林廉太郎         | 9月6日脱落  | りれんざ りれんざ@林廉太郎 (@Re_renza) - X（旧Twitter）          | 週末にニコ生配信活動を行っている。 りれんざ（林廉太郎） - ニコニコ動画ユーザーページ |
| もも組   | らふらんすサワー | 優勝        | 零（しずき） ＊*零*＊*Shizuki*＊* (@SsShizuki) - X（旧Twitter）  | 俳優、声優、モデル、シンガーなどマルチに活動。                                       |
| ぶどう組 | ドスコ           | 8月23日脱落 | 鈴木明子                                                         | 北杜市の観光関連の業務に従事。                                                       |
| ぶどう組 | レイ             | 7月26日脱落 | 毒林檎 りっちゃん (@h_aria1124) - X（旧Twitter）                 | コスプレ活動を行っている。                                                           |
| ぶどう組 | コンビニ限定     | 準優勝      | 佐野剛 (@Entertainer244) - X（旧Twitter）                        | 俳優（江古田のガールズ所属）。                                                       |

#### 優勝決定後
- 優勝した零は、フエフキヌーボーフェスタ＆YBSラジオ祭り（2022年11月12 - 13日・笛吹みんなの広場）内「リアルラジアカトークショー」に神部とともにステージ出演した[18]。
- 優勝特番「零(しずき)のヤマナしずきRADIO」（2023年1月2日 20:00 - 21:00）[19][注 2]

### 2ndシーズン
入校希望者が応募した自己アピールを主宰及びスタッフが1次審査し、その中からリスナー投票による2次審査が行われ4人に絞られた。それぞれ「もも組」、「ぶどう組」に組み分けされ、隔週で交互に出演し、課題に挑戦した。各組最後に残った2人で決勝を戦った。
| 組       | 入校生名             | 結果        | 名前                                                               | 素性                                                                                                 |
| -------- | -------------------- | ----------- | ------------------------------------------------------------------ | --- |
| もも組   | チコリータ           | 優勝        | chiori（ちおり） chiori (@shiimelo_chan) - X（旧Twitter）          | 会社員をしながらモデル・パーソナリティとして軽道中。 Chiori 自己紹介（全東京写真連盟公式） - YouTube |
| もも組   | コロ助               | 1月30日脱落 | 並木彩名（なみきんぐ） なみきんぐ (@king_of_nami) - X（旧Twitter） | 元アイドル。色んな活動にチャレンジ中。ライブ配信も行っている。 なみきんぐCHANNEL - YouTubeチャンネル |
| ぶどう組 | しなもす。           | 準優勝      | 詩愛里（しえり） 詩愛里 (@uta_dreamer) - X（旧Twitter）            | 病院で事務をしながら、俳優（劇団やまなみ所属）・パーソナリティとして活動中。                         |
| ぶどう組 | ひつじのダルタニアン | 1月16日脱落 | 天野朋美 (@ToMu_1234) - X（旧Twitter）                             | ケルトを愛するシンガーソングライター。ティンホイッスル奏者という現役の音楽家。                       |

#### 優勝決定後
- 優勝したchioriは、神部が2023年4月から新たに担当する番組「ミュートレック〜MuTrek〜」に定期的に出演している[27]。
- 優勝特番「chioriの特番！ラジアカ同窓会スペシャル」（2023年8月19日 12:00 - 13:00）[28][注 3]

## 番組終了
2023年3月27日の放送をもって最終回を迎えたが、あくまでも「休校」の形をとっており、再開に含みを残している。